# Scopura montana
Scopura montana är en bäcksländeart som beskrevs av Tohru Uchida och Maruyama 1987. Scopura montana ingår i släktet Scopura och familjen Scopuridae. Inga underarter finns listade i Catalogue of Life.